# Syndrome de Stickler
Le syndrome de Stickler est une maladie d'origine génétique du tissu conjonctif caractérisée par le docteur Gunnar B. Stickler en 1965 lorsqu'il travaillait à la Mayo Clinic.

## Cause
Il est secondaire à une mutation des gènes COL2A1, COL11A1 ou COL11A2. Il s'agit d'une maladie à transmission autosomique dominante.

## Description
Ce syndrome associe :
- Des troubles oculaires à type de myopie précoce, cataracte ou un décollement rétininen[2], et, plus rarement, de glaucome congénital[3].
- Une surdité de transmission ou de perception est fréquente.
- Des anomalies faciales de type fente labiale ou séquence de Pierre Robin.
- Une atteinte osseuse des vertèbres et des épiphyses
- Une arthrose précoce succédant à une hyperlaxité